# Меластомовые
Меластомовые (лат. Melastomataceae) — семейство двудольных растений, входящее в порядок Миртоцветные, включающее в себя около 173 родов и около 5858 видов. Представители семейства произрастают в основном в тропических областях планеты (при этом две трети родов распространены в тропиках Нового света). Среди растений семейства встречаются однолетние и многолетние травы, кустарники, лианы и небольшие деревья.

## Таксономия
Семейство Меластомовые включает 189 родов: